# Julian Dennison
Julian Dennison (Lower Hutt, 26 oktober 2002) is een Nieuw-Zeelandse film- en televisieacteur van Maori afkomst.

## Loopbaan
Dennison is geboren en getogen in Lower Hutt, Nieuw-Zeeland. Hij is het derde kind in een gezin met vier kinderen en heeft een tweelingbroer genaamd Christian. Hij woonde de Naenae Primary School bij, waar hij voor het eerst auditie deed en zijn eerste rol kreeg in de film Shopping uit 2013 en daarna in de Australische film Paper Planes (2014). Later ging hij naar de Hutt International Boy's School in Upper Hutt.
Dennison bleef optreden en nam dit keer deel aan een advertentie voor de NZ Transport Agency om rijden onder invloed van drugs te ontmoedigen. De advertentie werd een sensatie in Nieuw-Zeeland en Australië en werd geregisseerd door Taika Waititi, die Dennison vervolgens vroeg om te schitteren in zijn film Hunt for the Wilderpeople (2016) zonder auditie te hoeven doen. De film werd tot nu toe de best scorende film van Nieuw-Zeeland en kreeg lovende kritieken.
Dennison speelde Russell Collins in de film Deadpool 2 uit 2018. Hij werd gecast vanwege zijn optreden in Wilderpeople en Waititi's vriendschap met de Deadpool-filmmakers. In juni 2018 werd Dennison gecast voor een rol in de monsterfilm Godzilla vs. Kong die werd uitgebracht in 2021.